# Antonigade
Antonigade er en gade i Indre By i København.
I middelalderen hed gaden Lille Pilestræde men senere fik den navnet Antonistræde efter to bebyggede parceller der lå omtrent hvor hjørneejendommen Silkegade 6-8 ligger i dag (Bikuben). Disse parceller tilhørte frem til reformationen i 1536 antonitterklostret i Præstø, en aflægger af Mårkær Kloster.
Da gaden blev udvidet i 1800-tallet fik den sit nuværende navn. I 1800-tallet boede der drejere og børstenbindere i gaden. Antonigade nr. 3 og 7 er begge opført før 1712 men er senere ombyggede. Stadsarkitekt Hans Wright (1854–1925) tegnede en politistation, der holdt til i nr. 11 indtil 1990-1991, hvorefter bygningen blev ombygget til kontorer.